# مرکز پزشکی بایفرانت
مرکز پزشکی بایفرانت (به انگلیسی: Bayfront Medical Center) بیمارستانی در شهر سن پترزبورگ، فلوریدا کشور ایالات متحده آمریکا است و دارای ۴۸۰ تخت است.